# 배덕광
배덕광(裵德光, 1948년 6월 22일 ~ 2023년 2월 24일)은 대한민국 세무공무원 출신의 정치인이다. 해운대구청장, 재선 국회의원을 역임했다.

## 생애
1948년 경상남도 창원시 동면 출생이다. 마산상고 졸업 후, 동아대학교 야간 대학 입학 및 졸업, 1983년 부산 대학교 대학원 석사, 경주 세무서 근무, 1997년 춘천세무서장, 1998년 서울지방국세청 조사관리과장으로 32년간 세무 공무원으로 일했다. 1993년~1996년에는 청와대 대통령비서실 행정관으로 근무했다. 공무원 퇴임 후에는 부산에서 세무사로 활동하며 제 17대 부산지방세무사회장직을 맡았다. 
2004년 해운대구청장 당선 후 2014년까지 3선 구청장을 지냈고, 2012년, 2013년에는 전국시장군수구청장협의회 대표 회장을 역임했다. 
2014년 7월 30일에 실시된 재·보궐 선거에서 해운대구·기장군갑 선거구에 출마해 제19대 국회의원에 당선되었다. 그리고 2016년 4월 13일에 실시된 제20대 국회의원 선거에서 해운대(을) 지역구로 출마해 당선된 재선 국회의원이었다. 2018년 1월 23일 국회에 국회의원 사직서를 제출했다.
2023년 2월 24일, 사망했다.

## 학력
- 1961년 산방국민학교 졸업
- 1964년 창덕중학교 졸업
- 1967년 마산상업고등학교 졸업
- 1974년 동아대학교 경영학 학사
- 1983년 부산대학교 행정대학원 행정학 석사
- 2003년 부산대학교 국제전문대학원 국제학 석사
- 2006년 경성대학교 경영대학원 경영학 박사

## 경력
- 1967~1987: 중부산세무서 근무
- 1987~1989: 경주세무서 간세과 과장
- 1989~1992: 부산지방국세청 사무관
- 1992~1993: 부산지방국세청 징세조사국 특별조사관
- 1993~1996: 청와대 대통령비서실 행정관
- 1996~1997: 춘천세무서 서장
- 1997~1998: 서울 지방국세청 조사1국 조사관리과장
- 1999~2001: 배덕광 세무회계사무소
- 2001~2002: 세무법인 광원 대표
- 2002~2002: 제16대 한나라당 대통령후보 보좌역
- 2003~2004: 부산지방세무사회 제17대 회장
- 2004: 동부산대학 금융경영학과 겸임교수
- 2004.06~2014.03: 제14~16대 민선 3~5기 부산광역시 해운대구청장
- 2006.02~2007.02: 동아대학교 경영학과 전임강사
- 2008: 영산대학교 호텔경영학과 겸임교수
- 2011~2012:	전국 시장·군수·구청장협의회 사무총장
- 2012.07 - 2014.03 전국 시장·군수·구청장협의회 대표회장
- 2012.08: 새누리당 지방자치안전위원회 부위원장
- 2014.07~2016.05: 제19대 국회의원(부산 해운대구·기장군 갑)
  - 2014.08~2016.05: 제19대 국회 후반기 미래창조과학방송통신위원회 위원
- 2015.07~2016.05: 새누리당 부산광역시당 수석부위원장
- 2015.08~2017.02: 새누리당→자유한국당 핀테크특별위원회 위원
- 2016.05~2018.01: 제20대 국회의원(부산 해운대구 을)
  - 2016.06~2017.07: 제20대 국회 전반기 미래창조과학방송통신위원회 위원
  - 2017.07~2018.01: 제20대 국회 전반기 과학기술정보방송통신위원회 위원
- 2016.09~2017.02: 새누리당→자유한국당 대외협력위원회 위원장

## 수상
- 국세청장 우수 공무원 표창
- 국무총리 모범 공무원 표창
- 대통령 녹조 근정 훈장
- 한국을 빛낸 자랑스런 한국인 대상 공직 부문
- 다산목민상 수상
- 대통령상 7개 부분 수상(일자리 창출, 자원봉사, 행정제도 선진화, 예산 효율화 등)
- 한국지방자치대상에서 살기좋은 10대 도시 2년 연속(2007년, 2008년) 수상
- 공공행정대상
- 매니페스토 약속 대상

## 논문
- 조세불복 청구제도에 관한 연구(1983년)
- 세무조사 대상 법인의 선정요인에 관한 연구(2003년)

## 저서
- 해운대이펙트(2013, 샘앤파커스 출판)

## 논란
해운대구청장 재직 시 부산녹색연합, 부산참여자치시민연대, 부산환경운동연합, 부산YMCA, 해운대해수욕장살리기주민모임 등은 해운대구청 앞에서 기자회견을 열고 배덕광 해운대구청장에 대해 해운대관광리조트개발 사업승인을 보류하고 부산시에 교통환경영향평가와 환경영향평가 재실시를 요구하라고 촉구했다. 해운대구청장 임기를 불과 2개월 앞두고 구청장직에서 사퇴하여 국회의원 선거에 출마했다.

### 엘시티 인허가 관련 뇌물 수수 혐의
부산 해운대 초고층 빌딩 '엘시티(LCT)' 게이트와 관련하여 엘시티 시행사 실소유주 이영복 회장에게 엘시티 인허가와 관련해 부정한 청탁과 함께 수천만원을 받은 혐의를 받고 있다. 이영복 회장은 배덕광 의원에게 현금 4천만원을 주었다고 증언하였으며 이로 인하여 부산 자택과 사무실을 압수수색 당하였다.
수사 결과 배덕광은 부산시와 해운대구청에 영향력을 행사하여 엘시티 인근 도로확장 문제 등 엘시티 사업의 각종 인허가를 도와달라는 청탁과 함께, 4회 현금 5,000만원을 수수(특정범죄가중처벌등에관한법률위반(뇌물) 및 정치자금법위반)하였으며, 2015년 6월~2016년 7월 유흥주점에서 같은 취지의 청탁과 함께 3회에 걸쳐 주대 합계 225만원 상당 대납 수수(뇌물수수) 받았다. 또한 자신의 수행비서(6급 공무원)인 Qㅇㅇ과 공모하여 2011년 1월~2016년 10월 식당에서 엘시티 사업을 도와달라는 청탁과 함께 결제대금 50% 약 2,500만원을 대납 수수(뇌물수수, 정치자금법위반) 받았다. 이와 별도로 역시 자신의 비서와 공모해 2014년 11월~2016년 11월 광고 업체를 운영하는 Rㅇㅇ으로부터 소속 위원회 산하 피감기관의 광고 수주 청탁과 함께 후원금 명목으로 950만원을 수수(뇌물수수, 정치자금법위반)했고, 2016년 8월 세무사 출신 변호사 Sㅇㅇ로부터 인사청탁과 함께 시가 350만원 상당 양복 상품권 및 후원금 100만원을 수수(알선뇌물수수)한 사실이 확인되었다.
검찰은 2017년 1월 25일 배덕광을 구속하였으며, 2017년 2월 9일 구속기소하였다. 2017년 8월 4일 부산지방법원에서 열린 1심에서 이영복 회장으로부터 현금 5천만 원을 수수한 혐의, 술값 대납 혐의 등 인·허가 청탁 및 금품 수수 혐의 모두 유죄로 인정돼 징역 6년 실형, 벌금 1억 원이 선고되었다. 2018년 2월 1일 부산고법에서 열린 2심에서 징역 5년, 벌금 1억 원, 추징금 9100만 원이 선고되었다. 2018년 5월 16일 대법원에서 징역 5년, 벌금 1억 원, 추징금 9100만 원이 확정되었다.

## 역대 선거 결과
|  | 63.80% |

|  | 70.80% |

|  | 51.31% |

|  | 65.60% |

|  | 49.65% |